# Stains
Stains là một xã ở tỉnh Seine-Saint-Denis, thuộc vùng Île-de-France ở miền bắc nước Pháp.

## Thành phố kết nghĩa
- Cheshunt, Anh